# 迪河 (威爾斯)

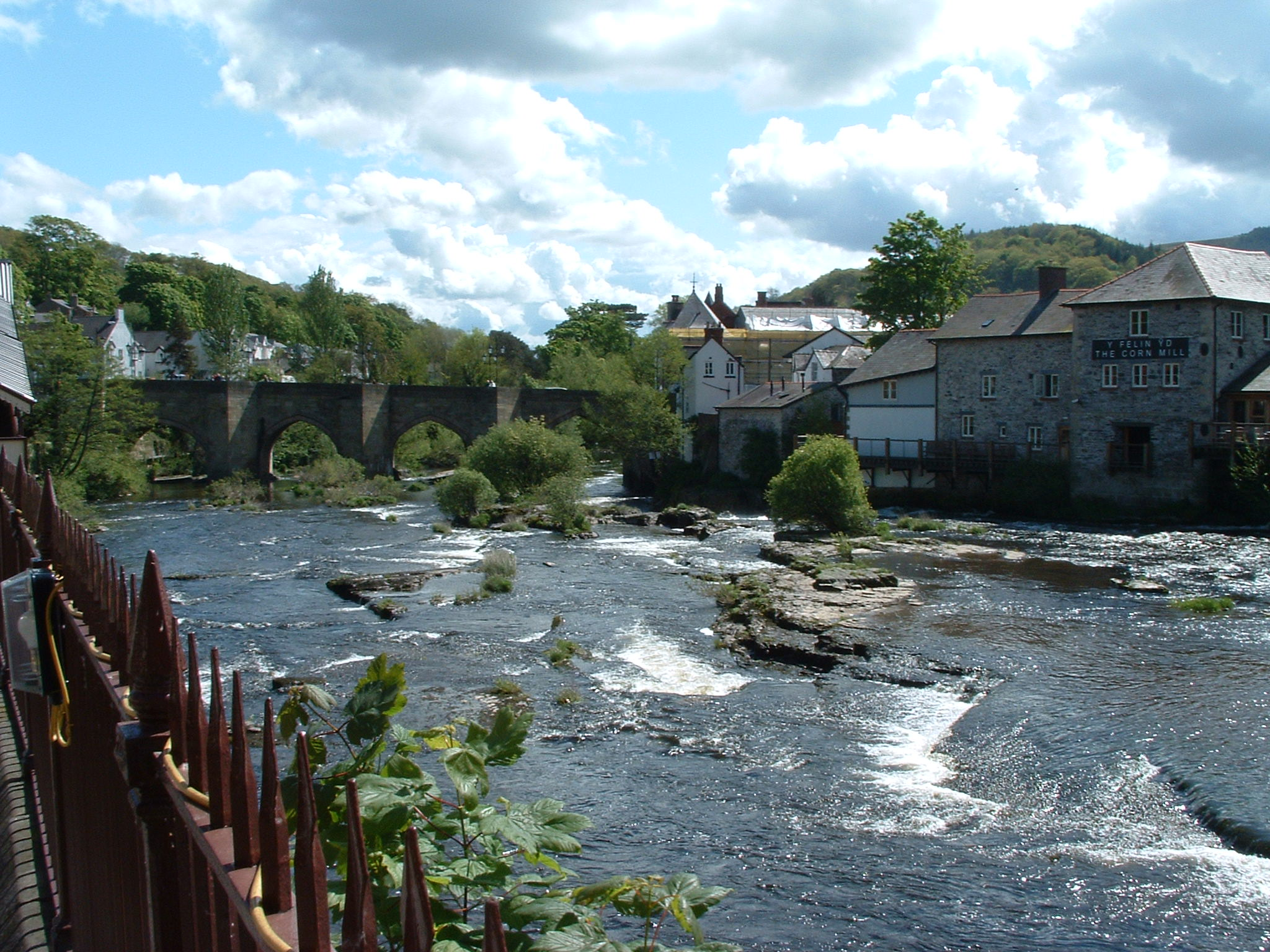
迪河

迪河（英語：River Dee） 是英國的一條河流，流經英格蘭和威爾斯兩地，是英格蘭和威爾斯之間國境的一部分。迪河發源於斯諾登尼亞山，之後向東流經切斯特，在威爾斯和英格蘭維拉爾半島之間入海，全長70英里（110）。迪河是格溫內斯王國的傳統國界。